# Barbara Tietze
 Barbara Tietze (* 1954 in Hohen Neuendorf; verheiratete Nussbaum) ist eine deutsche Politikerin (SPD).
Tietze ist Diplom-Mathematikerin. Sie war im Unabhängigen Frauenverband aktiv. Im Januar 1990 trat sie der SPD bei. Zum Frauenverband hielt sie als Vorsitzende der Arbeitsgemeinschaft sozialdemokratischer Frauen Kontakt. Am 11. März 1992 trat Barbara Tietze in den Landtag Brandenburg ein. Sie rückte für den ausgetretenen Horst Maschler nach. Dort war sie frauenpolitische Sprecherin der SPD-Fraktion.